# Brokopondo
Brokopondo é um dos 10 distritos do Suriname. Sua capital é a cidade de Brokopondo.

## Subdivisões
O distrito está subdivido em 6 localidades (em neerlandês:ressorten):
1. Brownsweg - 2.208 habitantes
2. Brokopondo - 2.302 habitantes
3. Klaaskreek - 1.267 habitantes
4. Kwakoegron - 102 habitantes
5. Marshallkreek - 297 habitantes
6. Sarakreek - 1.064 habitantes